# Aiko Iijima
Vous pouvez aider à l'améliorer ou bien discuter des problèmes sur sa page de discussion.
- Il ne s’appuie pas, ou pas assez, sur des sources secondaires ou tertiaires. (Marqué depuis mai 2019)

- Archive Wikiwix
- Bing
- Cairn
- DuckDuckGo
- E. Universalis
- Gallica
- Google
- G. Books
- G. News
- G. Scholar
- Persée
- Qwant
- (zh) Baidu
- (ru) Yandex
- (wd) trouver des œuvres sur Wikidata

Pour les articles homonymes, voir Iijima (homonymie).
Aiko Iijima (飯島　愛子, Iijima Aiko), née le 12 janvier 1932 et morte le 4 mai 2005, est une féministe libertaire japonaise.

## Biographie
Née à Tokyo, en 1932, elle est la dernière fille d’un riche maïeuticien. Elle quitte son lycée pour filles et obtient une équivalence au baccalauréat après avoir suivi des cours par correspondance. En 1949, elle rentre au Parti communiste japonais (日本共産党) et se marie en 1952 avec un homme dont elle fait la connaissance au sein du parti. Elle expérimente à cette période une discrimination sexuelle.
En 1957, elle entre avec son mari à la Fédération trotskyste japonaise mais aussi en tant qu'espionne au Parti socialiste japonais (日本社会党). Après le démembrement de la Fédération, elle est transférée avec son mari à la ligue communiste révolutionnaire du Japon (Quatrième internationale) et reste dans ces deux organisations jusqu’à son divorce en 1964.
En 1967, elle devient membre permanente d’une association féministe japonaise appartenant au Parti Socialiste Japonais, puis participe à la fondation d’une association des droits de l’homme à Tokyo en mars 1969. Elle participe au féminisme de l’année 1970 et propage le mouvement de libération des femmes au Japon avec d'autres personnalités comme Mitsu Tanaka (田中美津). 
Sa pensée est très influencée par le marxisme. Elle accuse donc la structure sociale japonaise qui provoque la discrimination sexuelle toute sa vie en dirigeant des mouvements d'opposition. 
En 2005, elle meurt d’un cancer à l'âge de 73 ans.

## Idées d'égalité
Tandis que le traité sur l’égalité actuelle, normalement, définit l’égalité comme une relation égale entre les peuples, elle considère que cette définition est essentiellement basée sur l’échelle de valeurs mâles. 
Elle propose pour tout le monde le droit de garder le strict nécessaire pour vivre. 
Elle contredit également la notion d’égalité des chances, pour mieux valoriser l’importance de l’égalité des résultats.
Son objectif est donc de démolir le fondement de la notion d’égalité existante sur la base de l’égalité radicale.

## Libération de la misogynie
Dans son autobiographie, elle raconte avoir souvent vu son père critiquer les femmes, comme sa mère.
Cette habitude de son père lui a profondément et dès l'enfance inculquée une idée de la misogynie, d'où son rejet et dégoût pour son père mais aussi pour sa mère obéissante. 
Après son mariage, la relation avec son mari était identique à celle de ses parents. Cette expérience l'a poussée à s’opposer à la discrimination sexuelle mais aussi au dégoût de la femme comme existence faible. Elle s’est longtemps affligée de ce sentiment inconséquent jusqu’à  réussir à se libérer de la misogynie et à devenir féministe.

## Valeurs féministes: diversité et coexistence
Selon elle, la société moderne est établie sur des valeurs masculines, qui accordent de l’importance à la productivité et à la rationalité. Ainsi, les hommes considèrent souvent les femmes comme improductives et les négligent[citation nécessaire]. L'activiste s’oppose à cette idée et propose une valeur féministe de la vie humaine. Pour elle, les êtres humains ont trop tendance à donner la priorité à la productivité sur la vie humaine, même si la productivité est un élément essentiel pour garder la vie humaine. Ce renversement de la priorité entre productivité et vie doit être une incitation à la discrimination féministe. 
Personne ne peut jamais exister seul. Certaines personnes (bébé, enfant, personne handicapée, personne âgée) devraient être soutenues par les autres. Dans le monde courant de la nature, ces personnes faibles sont éliminées, mais les êtres humains ont également tendance à essayer de les faire survivre. Sur ces deux idées opposées, Aiko Iijima critique la société de négliger les femmes pour leur moindre productivité supposée.
Par conséquent, ses valeurs féministes sont nouvelles, sur des sujets féministes comme l’indépendance des femmes dans la société humaine, mais aussi sur le thème plus général du monde entier actuel dont la diversité et la coexistence des peuples[réf. nécessaire].